# David MacAdam
David Lewis MacAdam est un opticien colorimétriste, né le 1er juillet 1910, et mort le 9 mars 1998. Longtemps affilié au laboratoire de recherche de Kodak, Dr MacAdam a présidé à la Commission technique américaine sur la colorimétrie et à la Commission internationale de l'éclairage. Il a été président de l’Optical Society of America durant l'année 1962 et a reçu la Médaille Frédéric Ives en 1974. Il est également auteur de The Science of Color, et a édité Sources of Color Science.
En 1928, MacAdam est diplômé de l'Upper Darby High School (en) (à Drexel Hill, en Pennsylvanie), et le deuxième à être admis au Wall of Fame de l'école en 1980 (Jim Croce étant le premier).
En 1952, il a reçu la récompense du SMPTE Journal pour sa publication de Quality of Color Reproduction.
Il est connu pour ses études sur le seuil de perception différentielle des couleurs, présenté graphiquement sur le diagramme de chromaticité par les ellipses de MacAdam. En effet, le seuil de différenciation entre couleurs proches dépend de leur position chromatique relative ; par exemple, pour une couleur proche du blanc, il est bien plus faible quand on fait varier la quantité de bleu-vert, en plus ou en moins, que quand on change la quantité de bleu.